# HD 45439
HD45439 — хімічно пекулярна зоря спектрального класу B9, що має видиму зоряну величину в смузі V приблизно  7,9.
Вона  розташована на відстані близько 811,3 світлових років від Сонця.

## Фізичні характеристики
Телескоп Гіппаркос зареєстрував фотометричну змінність  даної зорі з періодом    1,10 доби в межах від  Hmin= 7,90 до  Hmax= 7,83.

## Пекулярний хімічний вміст
Зоряна атмосфера HD45439 має підвищений вміст 
Si
.